# Gyula Gömbös

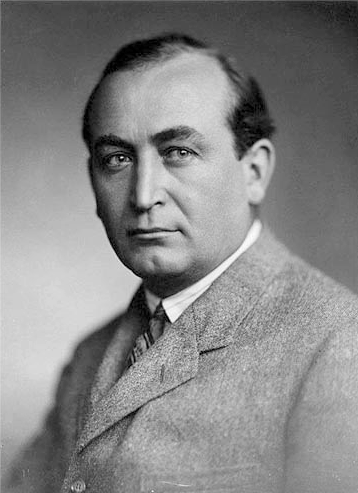
Gyula Gömbös

Gyula Gömbös von Jákfa (Murga, 26 december 1886 – München, 6 oktober 1936) was premier van Hongarije van 1932 tot 1936.
Gömbös diende in de Eerste Wereldoorlog bij de generale staf van het Oostenrijk-Hongaarse leger. Na de Eerste Wereldoorlog nam hij als staatssecretaris zitting in graaf Gyula Károlyi's contra-revolutionaire regering, de tegenregering van Szeged, die gericht was tegen de communistische regering van Béla Kun.
In de jaren twintig was hij leider van de Raszuiverheidspartij, een sterk antisemitische partij gericht tegen de joden en het zuiver houden van het Hongaarse ras.
In 1929 werd hij minister van Defensie in de regering-Bethlen en in 1932 premier van Hongarije en voorzitter van de Eenheidspartij (waarin de Raszuiverheidspartij was opgegaan). Onder zijn bewind werd het grootgrondbezit beknot en richtte hij zich op het fascistisch Italië en nazi-Duitsland. Tevens richtte hij zich op de verbetering van de volksgezondheid.
Het bewind van Gömbös was dictatoriaal en werd gekenmerkt door racisme. Hij bouwde het leger uit en zette zowel in het leger als in het ambtelijk apparaat geestverwante personen op hoge plaatsen. Hij pochte in 1936 tegen Hermann Göring dat Hongarije binnen twee jaar geheel op fascistische leest geschoeid zou zijn, met hemzelf als dictator. Hij overleed echter datzelfde jaar een aan nierziekte.